# James M. Aitken
James Macrae Aitken (Calderbank, 27 ottobre 1908 – Cheltenham, 3 dicembre 1983) è stato uno scacchista scozzese.
Nel 1938 si laureò in filosofia all'Università di Edimburgo.
Durante la seconda guerra mondiale partecipò alla decrittazione del codice Enigma a Bletchley Park.

## Principali risultati
Dal 1935 al 1965 vinse per 10 volte il campionato scozzese.
Con la nazionale scozzese ha partecipato a quattro edizioni delle Olimpiadi degli scacchi dal 1937 al 1972, ottenendo complessivamente il 42,7% dei punti. Alle olimpiadi di Monaco 1958 ottenne il 67,7% dei punti in 2ª scacchiera (+8 =7 –2).
Aitken rappresentò la Gran Bretagna in match contro l'URSS e la Jugoslavia. Nel radio match del 1946 tra il Regno Unito e l'URSS perse la partita contro Igor Bondarevsky in 8ª scacchiera. Vinse contro Savielly Tartakower nel torneo di Southsea del 1949 e contro Efim Bogoljubov nel torneo zonale di Bad Pyrmont nel 1951.
Vinse il campionato di Londra nel 1950. 
Scrisse molte recensioni di libri di scacchi sul British Chess Magazine.